# Marcel Massé
Pour l’article homonyme, voir Massé.
Ne pas confondre avec Marcel Masse de l'Union nationale et du Parti conservateur.
Marcel Massé (né le 23 juin 1940) est un homme d'affaires et homme politique fédéral du Québec.

## Biographie
Né à Montréal, il servit comme greffier du Conseil privé en 1979, soit durant l'éphémère gouvernement de Joe Clark. Il fut ensuite président de l'Agence canadienne de développement international (ACDI) à deux occasions et sous-secrétaire pour les affaires externes. Il représenta aussi le Canada comme directeur exécutif dans des organismes comme Fonds monétaire international, la Banque mondiale et la Banque de développement inter-américaine.
Élu député du Parti libéral du Canada dans la circonscription fédérale de Hull—Aylmer en 1993, il devint ensuite Président du Conseil privé, ministre responsable du Renouveau de la Fonction publique et ministre des Affaires intergouvernementales de 1993 à 1996. Ensuite, il fut Président du Conseil du Trésor et ministre responsable de l'Infrastructure de 1996 à 1999. Réélu en 1997, il devint ministre régional responsable du Québec de 1997 à 1999. Il démissionne en 1999.
Après la course au leadership du Parti libéral en 2006, le nouveau chef Stéphane Dion lui proposa de se joindre à l'équipe de transition. Il devint ensuite secrétaire principal de Dion dans le bureau du chef de l'Opposition officielle. Plus tard, il quitta son poste prétextant des raisons de santé.